# Copa Colombia 2017
Die Copa Colombia 2017, nach einem Sponsor auch Copa Águila genannt, war eine Austragung des kolumbianischen Pokalwettbewerbs im Fußball der Herren, die am 8. März 2017 begann und mit dem Finale am 8. November 2017 endete. Am Pokalwettbewerb nahmen alle Mannschaften der Categoría Primera A und der Categoría Primera B teil. Vorjahressieger war Atlético Nacional. Pokalsieger wurde Junior, das sich im Finale gegen Independiente Medellín durchsetzen konnte.

## Modus
Die Mannschaften wurden nach größtenteils regionalen Kriterien auf acht Gruppen mit jeweils vier Mannschaften verteilt, in denen alle Mannschaften in Hin- und Rückspielen gegeneinander spielten. Für das Achtelfinale qualifizierten sich alle Gruppensieger sowie die vier besten Gruppenzweiten. Zudem waren die drei kolumbianischen Teilnehmer an der Gruppenphase der Copa Libertadores 2017 sowie der Viertplatzierte der Gesamttabelle der Vorsaison direkt für das Achtelfinale qualifiziert. Ab dem Achtelfinale wurde im K.-o.-System mit Hin- und Rückspielen gespielt.
Der Sieger der Copa Colombia ist direkt für die Copa Libertadores 2018 qualifiziert. Wenn der Sieger bereits über die Liga qualifiziert ist, übernimmt die beste noch nicht für die Libertadores qualifizierte Mannschaft der Gesamttabelle der Liga den Startplatz.
In diesem Jahr waren Atlético Nacional, Independiente Medellín, Independiente Santa Fe, und Millonarios FC direkt für das Achtelfinale qualifiziert.

## Teilnehmer
Die folgenden Vereine nahmen an der Copa Colombia 2017 teil.
| Categoría Primera A    | Categoría Primera B   |
| ---------------------- | --------------------- |
| Alianza Petrolera      | Atlético FC           |
| América de Cali        | Barranquilla FC       |
| Atlético Bucaramanga   | Bogotá FC             |
| Atlético Huila         | Boyacá Chicó          |
| Atlético Nacional      | Cúcuta Deportivo      |
| Cortuluá               | Deportes Quindío      |
| Deportes Tolima        | Deportivo Pereira     |
| Deportivo Cali         | Fortaleza FC          |
| Deportivo Pasto        | Leones FC             |
| Envigado FC            | Llaneros FC           |
| Independiente Medellín | Orsomarso SC          |
| Independiente Santa Fe | Real Cartagena        |
| Jaguares de Córdoba    | Real Santander        |
| Junior                 | Unión Magdalena       |
| La Equidad             | Universitario Popayán |
| Millonarios            | Valledupar FC         |
| Once Caldas            |                       |
| Patriotas Boyacá       |                       |
| Rionegro Águilas       |                       |
| Tigres FC              |                       |

## Gruppenphase

### Gruppe A
| Pl. | Verein              | Sp. | S | U | N | Tore    | Diff. | Punkte |
| --- | ------------------- | --- | - | - | - | ------- | ----- | ------ |
| 1.  | Junior              | 6   | 4 | 1 | 1 | 010:500 | +5    | 13     |
| 2.  | Jaguares de Córdoba | 6   | 2 | 1 | 3 | 005:500 | ±0    | 07     |
| 3.  | Barranquilla FC     | 6   | 1 | 3 | 2 | 005:600 | −1    | 06     |
| 4.  | Real Cartagena      | 6   | 1 | 3 | 2 | 004:800 | −4    | 06     |

| 8. März 2017        |     |                                                                               |
| Barranquilla FC     | 1:0 | Jaguares de Córdoba \|\| Bomboná, Malambo                                     |
| 9. März 2017        |     |                                                                               |
| Real Cartagena      | 0:2 | Junior \|\| Estadio Julia Turbay, El Carmen de Bolívar                        |
| 15. März 2017       |     |                                                                               |
| Junior              | 2:1 | Barranquilla FC \|\| Bomboná                                                  |
| 16. März 2017       |     |                                                                               |
| Jaguares de Córdoba | 1:1 | Real Cartagena \|\| Estadio Armando Tuirán Paternina, Sahagún                 |
| 12. April 2017      |     |                                                                               |
| Junior              | 2:0 | Jaguares de Córdoba \|\| Estadio Metropolitano Roberto Meléndez, Barranquilla |
| 13. April 2017      |     |                                                                               |
| Real Cartagena      | 0:0 | Barranquilla FC \|\| Estadio Julia Turbay                                     |
| 26. April 2017      |     |                                                                               |
| Barranquilla FC     | 1:1 | Real Cartagena \|\| Estadio Metropolitano Roberto Meléndez                    |
| 3. Mai 2017         |     |                                                                               |
| Barranquilla FC     | 2:2 | Junior \|\| Estadio Metropolitano Roberto Meléndez                            |
| 17. Mai 2017        |     |                                                                               |
| Junior              | 1:2 | Real Cartagena \|\| Estadio Metropolitano Roberto Meléndez                    |
| Jaguares de Córdoba | 1:0 | Barranquilla FC \|\| Estadio Armando Tuirán Paternina                         |
| 24. Mai 2017        |     |                                                                               |
| Real Cartagena      | 0:3 | Jaguares de Córdoba \|\| Estadio Julia Turbay                                 |
| 28. Juni 2017       |     |                                                                               |
| Jaguares de Córdoba | 0:1 | Junior \|\| Estadio Armando Tuirán Paternina                                  |

### Gruppe B
| Pl. | Verein           | Sp. | S | U | N | Tore    | Diff. | Punkte |
| --- | ---------------- | --- | - | - | - | ------- | ----- | ------ |
| 1.  | Rionegro Águilas | 6   | 3 | 3 | 0 | 006:100 | +5    | 12     |
| 2.  | Once Caldas      | 6   | 3 | 2 | 1 | 008:500 | +3    | 11     |
| 3.  | Envigado FC      | 6   | 1 | 2 | 3 | 005:800 | −3    | 05     |
| 4.  | Leones FC        | 6   | 0 | 3 | 3 | 003:800 | −5    | 03     |

| 8. März 2017     |     |                                                                 |
| Leones FC        | 0:1 | Once Caldas \|\| Estadio Metropolitano Ciudad de Itagüí, Itagüí |
| 9. März 2017     |     |                                                                 |
| Rionegro Águilas | 1:0 | Envigado FC \|\| Estadio Alberto Grisales, Rionegro             |
| 15. Mai 2017     |     |                                                                 |
| Once Caldas      | 0:1 | Rionegro Águilas \|\| Estadio Palogrande, Manizales             |
| 16. Mai 2017     |     |                                                                 |
| Envigado FC      | 1:0 | Leones FC \|\| Estadio Polideportivo Sur, Envigado              |
| 11. April 2017   |     |                                                                 |
| Once Caldas      | 4:2 | Envigado FC \|\| Estadio Palogrande                             |
| 12. April 2017   |     |                                                                 |
| Leones FC        | 0:3 | Rionegro Águilas \|\| Estadio Metropolitano Ciudad de Itagüí    |
| 26. April 2017   |     |                                                                 |
| Envigado FC      | 0:1 | Once Caldas \|\| Estadio Polideportivo Sur                      |
| 27. April 2017   |     |                                                                 |
| Rionegro Águilas | 0:0 | Leones FC \|\| Estadio Alberto Grisales                         |
| 3. Mai 2017      |     |                                                                 |
| Rionegro Águilas | 0:0 | Once Caldas \|\| Estadio Alberto Grisales                       |
| Leones FC        | 1:1 | Envigado FC \|\| Estadio Metropolitano Ciudad de Itagüí         |
| 17. Mai 2017     |     |                                                                 |
| Once Caldas      | 2:2 | Leones FC \|\| Estadio Palogrande                               |
| Envigado FC      | 1:1 | Rionegro Águilas \|\| Estadio Polideportivo Sur                 |

### Gruppe C
| Pl. | Verein               | Sp. | S | U | N | Tore    | Diff. | Punkte |
| --- | -------------------- | --- | - | - | - | ------- | ----- | ------ |
| 1.  | Alianza Petrolera    | 6   | 5 | 0 | 1 | 011:400 | +7    | 15     |
| 2.  | Unión Magdalena      | 6   | 4 | 0 | 2 | 008:400 | +4    | 12     |
| 3.  | Atlético Bucaramanga | 6   | 3 | 0 | 3 | 009:600 | +3    | 09     |
| 4.  | Real Santander       | 6   | 0 | 0 | 6 | 003:170 | −14   | 0      |

| 8. März 2017         |     |                                                                        |
| Alianza Petrolera    | 2:0 | Atlético Bucaramanga \|\| Estadio Daniel Villa Zapata, Barrancabermeja |
| 9. März 2017         |     |                                                                        |
| Real Santander       | 0:1 | Unión Magdalena \|\| Estadio Álvaro Gómez Hurtado, Floridablanca       |
| 15. März 2017        |     |                                                                        |
| Unión Magdalena      | 2:1 | Alianza Petrolera \|\| Estadio Diego de Carvajal, Magangué             |
| Atlético Bucaramanga | 3:1 | Real Santander \|\| Estadio Álvaro Gómez Hurtado                       |
| 12. April 2017       |     |                                                                        |
| Unión Magdalena      | 1:0 | Atlético Bucaramanga \|\| Estadio Diego de Carvajal                    |
| Real Santander       | 1:2 | Alianza Petrolera \|\| Estadio Álvaro Gómez Hurtado                    |
| 26. April 2017       |     |                                                                        |
| Atlético Bucaramanga | 1:0 | Unión Magdalena \|\| Estadio Álvaro Gómez Hurtado                      |
| 27. April 2017       |     |                                                                        |
| Alianza Petrolera    | 3:0 | Real Santander \|\| Estadio Daniel Villa Zapata                        |
| 3. Mai 2017          |     |                                                                        |
| Real Santander       | 0:4 | Atlético Bucaramanga \|\| Estadio Álvaro Gómez Hurtado                 |
| 4. Mai 2017          |     |                                                                        |
| Alianza Petrolera    | 1:0 | Unión Magdalena \|\| Estadio Daniel Villa Zapata                       |
| 17. Mai 2017         |     |                                                                        |
| Unión Magdalena      | 4:1 | Real Santander \|\| Estadio Diego de Carvajal                          |
| Atlético Bucaramanga | 1:2 | Alianza Petrolera \|\| Estadio Álvaro Gómez Hurtado                    |

### Gruppe D
| Pl. | Verein                | Sp. | S | U | N | Tore    | Diff. | Punkte |
| --- | --------------------- | --- | - | - | - | ------- | ----- | ------ |
| 1.  | Deportivo Pasto       | 6   | 3 | 1 | 2 | 010:800 | +2    | 10     |
| 2.  | Universitario Popayán | 6   | 3 | 0 | 3 | 007:900 | −2    | 09     |
| 3.  | Cortuluá              | 6   | 2 | 2 | 2 | 006:500 | +1    | 08     |
| 4.  | Valledupar FC         | 6   | 1 | 3 | 2 | 006:700 | −1    | 06     |

| 8. März 2017          |     |                                                                         |
| Valledupar FC         | 1:0 | Universitario Popayán \|\| Estadio Armando Maestre Pavajeau, Valledupar |
| 15. März 2017         |     |                                                                         |
| Universitario Popayán | 3:1 | Deportivo Pasto \|\| Estadio Ciro López, Popayán                        |
| Cortuluá              | 0:0 | Valledupar FC \|\| Estadio Francisco Rivera Escobar, Palmira            |
| 5. April 2017         |     |                                                                         |
| Deportivo Pasto       | 1:0 | Cortuluá \|\| Estadio Departamental Libertad, Pasto                     |
| 12. April 2017        |     |                                                                         |
| Universitario Popayán | 0:3 | Cortuluá \|\| Estadio Ciro López                                        |
| Valledupar FC         | 2:2 | Deportivo Pasto \|\| Estadio Armando Maestre Pavajeau                   |
| 26. April 2017        |     |                                                                         |
| Deportivo Pasto       | 2:1 | Valledupar FC \|\| Estadio Departamental Libertad                       |
| 27. April 2017        |     |                                                                         |
| Cortuluá              | 0:2 | Universitario Popayán \|\| Estadio Pascual Guerrero, Cali               |
| 3. Mai 2017           |     |                                                                         |
| Deportivo Pasto       | 4:1 | Universitario Popayán \|\| Estadio Departamental Libertad               |
| 4. Mai 2017           |     |                                                                         |
| Valledupar FC         | 2:2 | Cortuluá \|\| Estadio Armando Maestre Pavajeau                          |
| 17. Mai 2017          |     |                                                                         |
| Universitario Popayán | 1:0 | Valledupar FC \|\| Estadio Ciro López                                   |
| Cortuluá              | 1:0 | Deportivo Pasto \|\| Estadio Francisco Rivera Escobar                   |

### Gruppe E
| Pl. | Verein          | Sp. | S | U | N | Tore    | Diff. | Punkte |
| --- | --------------- | --- | - | - | - | ------- | ----- | ------ |
| 1.  | Deportivo Cali  | 6   | 4 | 1 | 1 | 013:700 | +6    | 13     |
| 2.  | América de Cali | 6   | 3 | 2 | 1 | 013:800 | +5    | 11     |
| 3.  | Orsomarso SC    | 6   | 3 | 1 | 2 | 010:100 | ±0    | 10     |
| 4.  | Atlético FC     | 6   | 0 | 0 | 6 | 005:160 | −11   | 0      |

| 8. März 2017   |     |                                                               |
| Atlético FC    | 2:3 | América \|\| Estadio Pascual Guerrero, Cali                   |
| Orsomarso SC   | 2:1 | Deportivo Cali \|\| Estadio Francisco Rivera Escobar, Palmira |
| 15. März 2017  |     |                                                               |
| América        | 2:2 | Orsomarso SC \|\| Estadio Pascual Guerrero                    |
| 22. März 2017  |     |                                                               |
| Deportivo Cali | 3:0 | Atlético FC \|\| Estadio Deportivo Cali, Palmira              |
| 12. April 2017 |     |                                                               |
| Atlético FC    | 1:3 | Orsomarso SC \|\| Estadio Pascual Guerrero                    |
| América        | 3:3 | Deportivo Cali \|\| Estadio Pascual Guerrero                  |
| 26. April 2017 |     |                                                               |
| Orsomarso SC   | 2:1 | Atlético FC \|\| Estadio Francisco Rivera Escobar             |
| 2. Mai 2017    |     |                                                               |
| Atlético FC    | 1:3 | Deportivo Cali \|\| Estadio Pascual Guerrero                  |
| 3. Mai 2017    |     |                                                               |
| Orsomarso SC   | 0:3 | América \|\| Estadio Francisco Rivera Escobar                 |
| 17. Mai 2017   |     |                                                               |
| América        | 2:0 | Atlético FC \|\| Estadio Pascual Guerrero                     |
| 18. Mai 2017   |     |                                                               |
| Deportivo Cali | 2:1 | Orsomarso SC \|\| Estadio Pascual Guerrero                    |
| 24. Mai 2017   |     |                                                               |
| Deportivo Cali | 1:0 | América \|\| Estadio Deportivo Cali                           |

### Gruppe F
| Pl. | Verein           | Sp. | S | U | N | Tore    | Diff. | Punkte |
| --- | ---------------- | --- | - | - | - | ------- | ----- | ------ |
| 1.  | Patriotas Boyacá | 6   | 4 | 1 | 1 | 012:600 | +6    | 13     |
| 2.  | Llaneros FC      | 6   | 3 | 1 | 2 | 011:900 | +2    | 10     |
| 3.  | Fortaleza FC     | 6   | 2 | 1 | 3 | 006:800 | −2    | 07     |
| 4.  | Boyacá Chicó     | 6   | 0 | 3 | 3 | 007:130 | −6    | 03     |

| 8. März 2017     |     |                                                                       |
| Llaneros FC      | 2:2 | Boyacá Chicó \|\| Estadio Manuel Calle Lombana, Villavicencio         |
| 9. März 2017     |     |                                                                       |
| Patriotas Boyacá | 3:1 | Fortaleza FC \|\| Estadio La Independencia, Tunja                     |
| 15. März 2017    |     |                                                                       |
| Llaneros FC      | 4:1 | Patriotas Boyacá \|\| Estadio Manuel Calle Lombana                    |
| 16. März 2017    |     |                                                                       |
| Boyacá Chicó     | 1:1 | Fortaleza FC \|\| Estadio La Independencia                            |
| 13. April 2017   |     |                                                                       |
| Boyacá Chicó     | 0:4 | Patriotas Boyacá \|\| Estadio La Independencia                        |
| Fortaleza FC     | 2:0 | Llaneros FC \|\| Estadio Municipal Héctor El Zipa González, Zipaquirá |
| 26. April 2017   |     |                                                                       |
| Fortaleza FC     | 2:1 | Boyacá Chicó \|\| Estadio Municipal Héctor El Zipa González           |
| Patriotas Boyacá | 2:0 | Llaneros FC \|\| Estadio La Independencia                             |
| 3. Mai 2017      |     |                                                                       |
| Patriotas Boyacá | 1:1 | Boyacá Chicó \|\| Estadio La Independencia                            |
| 4. Mai 2017      |     |                                                                       |
| Llaneros FC      | 2:0 | Fortaleza FC \|\| Estadio Manuel Calle Lombana                        |
| 17. Mai 2017     |     |                                                                       |
| Boyacá Chicó     | 2:3 | Llaneros FC \|\| Estadio La Independencia                             |
| Fortaleza FC     | 0:1 | Patriotas Boyacá \|\| Estadio Municipal Héctor El Zipa González       |

### Gruppe G
| Pl. | Verein           | Sp. | S | U | N | Tore    | Diff. | Punkte |
| --- | ---------------- | --- | - | - | - | ------- | ----- | ------ |
| 1.  | La Equidad       | 6   | 5 | 0 | 1 | 013:700 | +6    | 15     |
| 2.  | Cúcuta Deportivo | 6   | 3 | 2 | 1 | 008:700 | +1    | 11     |
| 3.  | Tigres FC        | 6   | 2 | 2 | 2 | 009:800 | +1    | 08     |
| 4.  | Bogotá FC        | 6   | 0 | 0 | 6 | 005:130 | −8    | 0      |

| 8. März 2017     |     |                                                                      |
| Bogotá FC        | 1:2 | Tigres FC \|\| Estadio Metropolitano de Techo, Bogotá                |
| Cúcuta Deportivo | 1:0 | La Equidad \|\| Estadio Municipal Héctor El Zipa González, Zipaquirá |
| 15. März 2017    |     |                                                                      |
| La Equidad       | 3:2 | Tigres FC \|\| Estadio Metropolitano de Techo                        |
| Cúcuta Deportivo | 1:0 | Bogotá FC \|\| Estadio Municipal Héctor El Zipa González             |
| 12. April 2017   |     |                                                                      |
| La Equidad       | 2:0 | Bogotá FC \|\| Estadio Metropolitano de Techo                        |
| 13. April 2017   |     |                                                                      |
| Tigres FC        | 1:1 | Cúcuta Deportivo \|\| Estadio Metropolitano de Techo                 |
| 26. April 2017   |     |                                                                      |
| Tigres FC        | 0:1 | La Equidad \|\| Estadio Metropolitano de Techo                       |
| 27. April 2017   |     |                                                                      |
| Bogotá FC        | 1:2 | Cúcuta Deportivo \|\| Estadio Metropolitano de Techo                 |
| 3. Mai 2017      |     |                                                                      |
| Bogotá FC        | 2:3 | La Equidad \|\| Estadio Metropolitano de Techo                       |
| 4. Mai 2017      |     |                                                                      |
| Cúcuta Deportivo | 1:1 | Tigres FC \|\| Estadio Municipal Héctor El Zipa González             |
| 17. Mai 2017     |     |                                                                      |
| La Equidad       | 4:2 | Cúcuta Deportivo \|\| Estadio Metropolitano de Techo                 |
| 18. Mai 2017     |     |                                                                      |
| Tigres FC        | 3:1 | Bogotá FC \|\| Estadio Metropolitano de Techo                        |

### Gruppe H
| Pl. | Verein            | Sp. | S | U | N | Tore    | Diff. | Punkte |
| --- | ----------------- | --- | - | - | - | ------- | ----- | ------ |
| 1.  | Atlético Huila    | 6   | 4 | 0 | 2 | 007:500 | +2    | 12     |
| 2.  | Deportes Tolima   | 6   | 3 | 1 | 2 | 009:700 | +2    | 10     |
| 3.  | Deportes Quindío  | 6   | 2 | 2 | 2 | 008:900 | −1    | 08     |
| 4.  | Deportivo Pereira | 6   | 1 | 1 | 4 | 005:800 | −3    | 04     |

| 8. Februar 2017   |     |                                                              |
| Atlético Huila    | 2:1 | Deportes Quindío \|\| Estadio Guillermo Plazas Alcid, Neiva  |
| 15. März 2017     |     |                                                              |
| Deportes Tolima   | 2:2 | Deportes Quindío \|\| Estadio Manuel Murillo Toro, Ibagué    |
| 16. März 2017     |     |                                                              |
| Deportivo Pereira | 1:2 | Atlético Huila \|\| Estadio Hernán Ramírez Villegas, Pereira |
| 22. März 2017     |     |                                                              |
| Deportivo Pereira | 1:0 | Deportes Tolima \|\| Estadio Hernán Ramírez Villegas         |
| 14. April 2017    |     |                                                              |
| Deportes Quindío  | 2:1 | Deportivo Pereira \|\| Estadio Centenario, Armenia           |
| 19. April 2017    |     |                                                              |
| Deportes Tolima   | 1:0 | Atlético Huila \|\| Estadio Manuel Murillo Toro              |
| 27. April 2017    |     |                                                              |
| Deportes Quindío  | 1:3 | Deportes Tolima \|\| Estadio Centenario                      |
| Atlético Huila    | 1:0 | Deportivo Pereira \|\| Estadio Guillermo Plazas Alcid        |
| 3. Mai 2017       |     |                                                              |
| Atlético Huila    | 1:0 | Deportes Tolima \|\| Estadio Guillermo Plazas Alcid          |
| 4. Mai 2017       |     |                                                              |
| Deportivo Pereira | 0:0 | Deportes Quindío \|\| Estadio Hernán Ramírez Villegas        |
| 17. Mai 2017      |     |                                                              |
| Deportes Tolima   | 3:2 | Deportivo Pereira \|\| Estadio Manuel Murillo Toro           |
| Deportes Quindío  | 2:1 | Atlético Huila \|\| Estadio Centenario                       |

### Rangliste der Gruppenzweiten
Die besten vier Gruppenzweiten qualifizierten sich für das Achtelfinale.
| Pl. | Verein                | Sp. | S | U | N | Tore    | Diff. | Punkte |
| --- | --------------------- | --- | - | - | - | ------- | ----- | ------ |
| 1.  | Unión Magdalena       | 6   | 4 | 0 | 2 | 008:400 | +4    | 12     |
| 2.  | América de Cali       | 6   | 3 | 2 | 1 | 013:800 | +5    | 11     |
| 3.  | Once Caldas           | 6   | 3 | 2 | 1 | 008:500 | +3    | 11     |
| 4.  | Cúcuta Deportivo      | 6   | 3 | 2 | 1 | 008:700 | +1    | 11     |
| 5.  | Llaneros FC           | 6   | 3 | 1 | 2 | 011:900 | +2    | 10     |
| 6.  | Deportes Tolima       | 6   | 3 | 1 | 2 | 009:700 | +2    | 10     |
| 7.  | Universitario Popayán | 6   | 3 | 0 | 3 | 007:900 | −2    | 09     |
| 8.  | Jaguares de Córdoba   | 6   | 2 | 1 | 3 | 005:500 | ±0    | 07     |

## K.O.-Phase

### Achtelfinale
Die Hinspiele wurden am 5. und werden am 12. und 13. Juli und die Rückspiele am 26. Juli 2017 ausgetragen.
|                        | Gesamt          |                   | Hinspiel | Rückspiel |
| ---------------------- | --------------- | ----------------- | -------- | --------- |
| Once Caldas            | 0:4             | Junior            | 0:1      | 0:3       |
| Cúcuta Deportivo       | 4:6             | Deportivo Cali    | 3:3      | 1:3       |
| Atlético Nacional      | 3:1             | Atlético Huila    | 2:0      | 1:1       |
| Independiente Santa Fe | 2:1             | La Equidad        | 0:0      | 2:1       |
| Millonarios FC         | 4:2             | Alianza Petrolera | 2:0      | 2:2       |
| América de Cali        | 1:0             | Rionegro Águilas  | 1:0      | 0:0       |
| Unión Magdalena        | 3:3 (3:4 i. E.) | Patriotas Boyacá  | 3:2      | 0:1       |
| Independiente Medellín | 2:2 (6:5 i. E.) | Deportivo Pasto   | 1:0      | 1:2       |

### Viertelfinale
|                        | Gesamt          |                        | Hinspiel | Rückspiel |
| ---------------------- | --------------- | ---------------------- | -------- | --------- |
| Millonarios FC         | 0:1             | Junior                 | 0:0      | 0:1       |
| América de Cali        | 0:1             | Deportivo Cali         | 0:1      | 0:0       |
| Patriotas Boyacá       | 4:3             | Atlético Nacional      | 3:2      | 1:1       |
| Independiente Medellín | 1:1 (2:0 i. E.) | Independiente Santa Fe | 1:1      | 0:0       |

### Halbfinale
|                        | Gesamt          |                | Hinspiel | Rückspiel |
| ---------------------- | --------------- | -------------- | -------- | --------- |
| Patriotas Boyacá       | 1:2             | Junior         | 1:1      | 0:1       |
| Independiente Medellín | 3:3 (5:4 i. E.) | Deportivo Cali | 1:1      | 2:2       |

### Finale
|                        | Gesamt |        | Hinspiel | Rückspiel |
| ---------------------- | ------ | ------ | -------- | --------- |
| Independiente Medellín | 1:3    | Junior | 1:1      | 0:2       |

#### Hinspiel
| Paarung                | Independiente Medellín – Junior |
| Ergebnis               | 1:1 (1:0) |
| Datum                  | 18. Oktober 2017 um 19:15 Uhr (UTC-5) |
| Stadion                | Estadio Atanasio Girardot, Medellín |
| Zuschauer              | 23.390 |
| Schiedsrichter         | Carlos Andrés Betancur (Valle del Cauca) |
| Tore                   | 1:0 Juan Quintero (45.+1') 1:1 Jarlan Barrera (60.) |
| Independiente Medellín | David González, Jonathan Lopera, Rodrigo Erramuspe, Santiago Echeverría, Andrés Felipe Álvarez, Didier Moreno, Jhon Édison Hernández, Daniel Cataño (74. Leonardo Fabio Castro), Juan Quintero (58. Mauricio Molina), Yairo Moreno (13. Édison Toloza), Juan Fernando Caicedo Cheftrainer: Ricardo Calle |
| Junior                 | Sebastián Viera, Yonatan Murillo, Jonathan Ávila, Rafa Pérez, David Murillo, Víctor Cantillo (74. Luis Fernando Díaz (90.+1' Yony González)), James Sánchez (55. Jarlan Barrera), Leonardo Pico, Luis Narváez, Yimmi Chará, Teófilo Gutiérrez Cheftrainer: Julio Comesaña                                |
| Gelbe Karten           | Rodrigo Erramuspe – Víctor Cantillo, Luis Fernando Díaz, Sebastián Viera, Yony González |
| Platzverweise          | Andrés Felipe Álvarez – keine |

#### Rückspiel
| Paarung                | Junior – Independiente Medellín |
| Ergebnis               | 2:0 (1:0) |
| Datum                  | 8. November 2017 um 19:10 Uhr (UTC-5) |
| Stadion                | Estadio Metropolitano Roberto Meléndez, Barranquilla |
| Zuschauer              | 40.737 |
| Schiedsrichter         | Nicolás Gallo (Caldas) |
| Tore                   | 1:0 Jarlan Barrera (36.) 2:0 Teófilo Gutiérrez (88.) |
| Junior                 | Sebastián Viera, David Murillo, Rafa Pérez, Jonathan Ávila, Germán Andrés Gutiérrez, Yony González (75. Luis Fernando Díaz), Víctor Cantillo, Leonardo Pico, Jarlan Barrera (81. James Sánchez), Yimmi Chará, Teófilo Gutiérrez (90. Léiner Escalante). Cheftrainer: Julio Comesaña                     |
| Independiente Medellín | David González, Jonathan Lopera, Santiago Echeverría, Hernán Pertuz, Rodrigo Erramuspe (46. Eduard Atuesta), Sebastián Macías Correa, Didier Moreno, John Édison Hernández (82. Mauricio Molina), Daniel Cataño (70. Gerson Valencia), Édison Toloza, Leonardo Fabio Castro. Cheftrainer: Ricardo Calle |
| Gelbe Karten           | Teófilo Gutiérrez – Daniel Cataño, Sebastián Macías Correa, Jonathan Lopera, John Édison Hernández, Eduard Atuesta, Santiago Echeverría |

## Torschützenliste
Bei gleicher Anzahl von Treffern sind die Spieler alphabetisch geordnet.
| Pl.   | Spieler                | Mannschaft        | Tore |
| ----- | ---------------------- | ----------------- | ---- |
| 1.    | Diego Álvarez Sánchez  | La Equidad        | 4    |
| 1.    | Martín Arzuaga         | Valledupar FC     | 4    |
| 1.    | Jarlan Barrera         | Junior            | 4    |
| 1.    | Jefferson Duque        | Deportivo Cali    | 4    |
| 1.    | Diego Echeverri        | Cúcuta Deportivo  | 4    |
| 1.    | Edis Ibargüen          | Patriotas Boyacá  | 4    |
| 1.    | Dayro Moreno           | Atlético Nacional | 4    |
| 1.    | Miguel Ángel Murillo   | Deportivo Cali    | 4    |
| 1.    | Marco Pérez Murillo    | Deportes Tolima   | 4    |
| 1.    | Carlos Mario Rodríguez | Patriotas Boyacá  | 4    |
| 1.    | César Valoyes          | Patriotas Boyacá  | 4    |
| [ 6 ] |                        |                   |      |